# Aeroportul Dawson Community
Aeroportul Dawson Community (IATA: GDV, ICAO: KGDV, FAA LID: GDV) este un aeroport din Montana, Statele Unite ale Americii ce deservește zona Glendive⁠(d). Aeroportul a fost tranzitat în 2019 de 6.120 de pasageri.
Situat la o altitudine de 749 m, aeroportul dispune de 2 piste.

## Infrastructură

### Piste
Aeroportul dispune de 2 piste. Pista 02/20 are suprafața de asfalt și dimensiunile 3.002 picioare × 60 picioare. Pista 12/30 are suprafața de asfalt și dimensiunile 5.704 picioare × 100 picioare. 